# Sturnira bakeri
Sturnira bakeri (Velazco & Patterson, 2014) è un pipistrello della famiglia dei Fillostomidi endemico dell'Ecuador.

## Descrizione

### Dimensioni
Pipistrello di medie dimensioni, con la lunghezza totale tra 63 e 65 mm, la lunghezza dell'avambraccio tra 43 e 45 mm, la lunghezza del piede tra 12 e 14 mm, la lunghezza delle orecchie tra 14 e 17 mm e un peso fino a 21 g.

### Aspetto
La pelliccia è corta e lanosa, composta da peli di quattro colori dorsalmente e tricolori ventralmente. Le parti dorsali sono marroni chiare con la base dei peli biancastra, mentre le parti ventrali sono grigio chiare con la base dei peli più chiara. Il muso è corto e largo. La foglia nasale è ben sviluppata e lanceolata, con la porzione anteriore saldata al labbro superiore. Le orecchie sono corte, triangolari, con l'estremità arrotondata ed ampiamente separate. Il trago è corto ed affusolato. Le membrane alari sono marroni scure e attaccate posteriormente sulle caviglie. Gli arti inferiori ed i piedi sono densamente ricoperti di peli. È privo di coda, mentre l'uropatagio è ridotto ad una frangia di peli lungo la parte interna degli arti inferiori.

## Biologia

### Alimentazione
Si nutre di frutta.

## Distribuzione e habitat
Questa specie è conosciuta soltanto in due località dell'Ecuador sud-occidentale, lungo il confine con il Perù.
Vive probabilmente in ambienti semi-aridi come foreste primarie e secondarie secche e campi coltivati.

## Conservazione
Questa specie, essendo stata scoperta solo recentemente, non è stata sottoposta ancora a nessun criterio di conservazione.